# Гай Юлий Север
Гай Юлий Север (на латински: Gaius Iulius Severus) е политик и сенатор на Римската империя през 2 век.

## Произход и кариера
Произлиза от царски род от Анкира в Галация, който по времето на Август получава римско гражданство и името Юлий. Баща му Гай Юлий Север e суфектконсул около 138 г.
Север e трибун в IV Скитски легион, след това по предложение на императора е квестор и народен трибун. През 145 г. става претор (praetor urbanus).
От 147 до 150 г. Север е легат на XXX Победоносен Улпиев легион и от 151 до 154 г. уличен куратор на Виа Апиа. През 155 г. е консул заедно с Марк Юний Руфин Сабиниан. Между 155 и 162 г. е легат на Сирия Палестина.
Север е член на колегията квиндецимвири sacris faciundis.